# La Conquête du bout du monde
Pour plus de détails, voir Fiche technique et Distribution.
La Conquête du bout du monde est un film britannico-australien réalisé par Michael Powell, sorti en 1966.

## Synopsis
Un journaliste, immigrant en Australie pour y exercer son métier dans le journal de son cousin, découvre que ce dernier est parti avec l'argent. Il va se retrouver maçon… mais va aussi trouver l'amour.

## Fiche technique
- Titre original : They're a Weird Mob
- Réalisation : Michael Powell
- Scénario : Emeric Pressburger, d'après le roman They're a Weird Mob de John O'Grady, sous le pseudonyme de Nino Culotta
- Direction artistique : Dennis Gentle
- Décors : David Copping
- Costumes : Chris Jacovides
- Photographie : Arthur Grant
- Son : Alan Allen
- Montage : Gerald Turney-Smith
- Musique : Lawrence Leonard, Alan Boustead
- Production : Michael Powell
- Production associée : John Pellatt
- Société de production : Williamson-Powell Productions
- Société de distribution : J. Arthur Rank Film Distributors
- Pays d'origine :  Royaume-Uni,  Australie
- Langue originale : anglais
- Format : couleur (Eastmancolor) — 35 mm — son Mono
- Genre : Comédie
- Durée : 112 minutes
- Dates de sortie :
  - Australie : 18 août 1966 (première à Sydney)
  - Royaume-Uni : 13 octobre 1966

## Distribution
- Walter Chiari : Nino Culotta
- Claire Dunne : Kay Kelly
- Chips Rafferty : Harry Kelly
- Alida Chelli : Giuliana
- Ed Devereaux : Joe Kennedy
- Slim DeGrey : Pat
- John Meillon : Dennis
- Charles Little : Jimmy
- Anne Haddy : barmaid